# Torgut
De Torgut was een Mongoolse stam, die onderdeel was van de federatie van de Oirat-Mongolen. De Torgut woonden ten westen van het gebergte van de Altai. In 1630 migreerde de stam naar het gebied van de Wolgadelta. De elite van de Torgut claimde een afstamming van Ong Khan, de leider van de stam van de Keiraïten die in 1204 door Dzjengis Khan werd gedood. Die claim is historisch waarschijnlijk niet terecht. De naam Torgut heeft echter een betekenis als "lijfwacht". Door een aantal historici wordt het mogelijk geacht dat een aantal Torgut inderdaad afstamt van die vroegere lijfwacht van Ong Khan.

## Achtergrond
Aan het eind van de 16e eeuw waren de Oirats nog steeds een relatief zwakke federatie vergeleken met andere Mongoolse stamfederaties. Ze waren verdeeld in facties en clans, gebaseerd op de vier stammen van de Oirats, Dörbet, Torgut, Khoshut en de Choros. De laatste was de leidende clan, die een generatie later de Dzjoengaren zou worden. De clans voerden voortdurend een onderlinge strijd en waren vooral daarom een gemakkelijke prooi voor hun grootste Mongoolse tegenstander:de Altyn Khan. Het was vooral de druk van de laatste die groepen Oirats al vanaf 1600 in westelijke richting deed migreren naar het relatief onbevolkte gebied tussen de rivieren de Irtysj en de Ili. Die migratie viel samen met het steeds verder oprukken van de Russen in Centraal-Azië.

## De migratie van de Torgut
In 1630 besloot de vrijwel gehele stam van de Torgut te migreren naar het gebied van de Wolgadelta en werd daarbij gevolgd door een aanzienlijk deel van de Dörbet en een kleiner deel van de Khoshut. Er was duidelijk onvrede onder de Oirat-stammen over de pogingen die Khara Khula (overleden 1635) van de stam van de Dzjoengaren ondernam om de gehele politieke en militaire controle van de stamfederatie te verkrijgen.
Een belangrijke reden lag waarschijnlijk ook in de wens om niet betwist weidegebied te verkrijgen. Het gebied van de Torgut werd steeds verder ingeklemd door toenemende invloed van Russen in het noorden, de Kazachen in het zuiden en dat van Dzjoengaren in het oosten. Het is ook mogelijk, dat met name de Torgut niet langer bereid waren mee te doen aan de voortdurende militaire machtsstrijd tussen oostelijke en westelijke Mongolen die begin 17e eeuw weer was ontstaan. Hedendaagse historici die over dit onderwerp gepubliceerd hebben, noemen meestal een aantal van 200.000 Torgut en nog eens 35.000 Dörbet en Khoshut die betrokken waren bij deze migratie.
Rusland had inmiddels wel gebieden als Astrachan en Kazan veroverd, maar had nog maar een geringe controle op het gebied van de Wolgadelta. De Torgut versloegen snel een aantal nomadische stammen in het gebied en hadden omstreeks 1640 de gehele Kaspische steppe bezet van de rivier de Emba in het oosten tot aan de rivier de Terek in het westen, inclusief het bekken van de benedenloop van de Wolga.

## De situatie van de Torgut tot ongeveer 1730

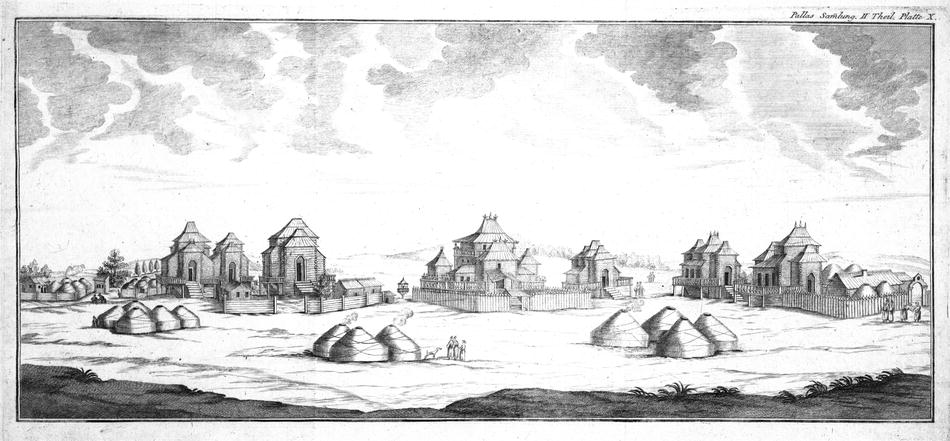
Nederzetting van de Torgut nabij de Wolga in de 18e eeuw

De Torgut vormden vrijwel autonome gemeenschappen onder hun eigen leiders in het gebied. Zij zwoeren wel een eed van trouw aan de tsaar, maar hadden lang veel meer de status van onafhankelijke bondgenoten dan die van vazallen. In de periode van hun belangrijkste leider Ajoeka Khan (1669-1724) bereikte hun grondgebied de grootste omvang met ruim 500.000 km². 
De Torgut hielden contact met de stammen in Mongolië. Zij zonden zogenaamde gekookte thee -missies (Ch. aocha, T. manja) naar Tibet. Dat waren in de eerste plaats missies van spirituele aard om eerbetoon aan Tibetaanse tulkus te betuigen,maar werden gecombineerd met intensieve handelscontacten. Voor de Torgut waren deze missies de gelegenheid om relaties te blijven onderhouden met boeddhistische instituties in Tibet en met de Mongoolse prinsdommen in Kokonor. In 1698 arriveerde Arabjur, de zoon van Ajoeka Khan op een dergelijke missie met 5000 man in Lhasa.
Er keerden ook af en toe wel groepen terug naar het oorspronkelijke woongebied. Dat was echter meestal als gevolg van interne rivaliteit binnen de Torgut. Sanjib, een andere zoon van Ajoeka Khan, kreeg een groot conflict met zijn vader. Deze verliet daarop in 1701 het gebied van bij de Wolga met ongeveer 15.000 huishoudens en poogde zich te vestigen in door Tsewang Rabtan, de heerser van de Dzjoengaren, beheerst gebied. Tsewang Rabtan behaalde een zeer gemakkelijke militaire overwinning en kon het grootste deel van die huishoudens met hun vee en andere bezittingen inlijven.
Dat waren echter uitzonderingen. De permanent onrustige situatie in het kanaat Dzjoengarije en de voortdurende conflicten tussen de Dzjoengaren en de Qing-dynastie hebben tot gevolg, dat de meeste Torgut geen belangstelling hebben voor een daadwerkelijke terugkeer. Enkele missies van de Chinese keizer Yongzheng (1678-1635) om hun steun te mobiliseren in de conflicten met de Dzjoengaren hadden ook geen succes.

## Verslechtering van de situatie
Na de dood van Ajoeka Khan in 1724 begint hun situatie echter te verslechteren. De Torgut werden gedwongen de tsaar ook echt als hun soevereine vorst te erkennen en dat maakte hen in de Russische opvatting tot Russische onderdanen. De Russische overheid en de nomadische Torgut hadden traditioneel verschillende opvattingen over wetgeving, de politieke relatie ten opzichte van elkaar en vooral ten aanzien van eigendomsrechten op land. Dat begon echt te botsen, toen er sprake werd van toenemende druk op hun gebied door de vestiging van met name Duitse kolonisten. Die bouwden steden, vestigden industrieën en begonnen traditionele weidegrond om te ploegen tot akkerbouwgebied.
Een tweede reden lag in de gedwongen deelname van de Torgut als cavalerie in diverse Russische militaire campagnes. Naarmate de Torgut in een meer armoedige situatie belandden, daalde de belangstelling daarvoor enorm, ook omdat er in die campagnes nauwelijks buit te veroveren was. 

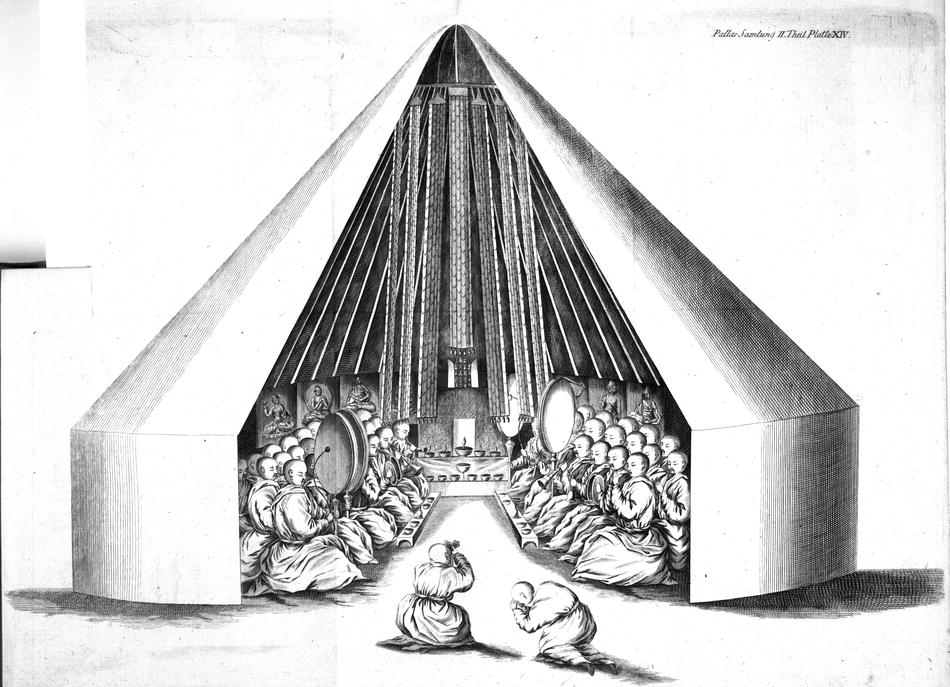
Boeddhistische tempel van de Torgut

De derde reden was van godsdienstige aard. De Torgut waren Tibetaans boeddhisten. Ze bleven missies naar Tibet zenden, maakten pelgrimstochten naar Tibet en lama's van de Torgut volgden daar hun opleiding. De Torgut kwamen onder steeds grotere druk om zich te bekeren tot de Russisch-orthodoxe Kerk. De Torgut hadden gezien hun nomadische leefstijl en hun relatief geringe aantal vooral boeddhistische tempels in verplaatsbare tenten. Rond 1750 trachtten ze echter in Astrachan, de grootste stad aan de Wolga, een grotere stenen tempel te bouwen. Dat werd door de Russische regering in Sint-Petersburg verhinderd met het argument  dat het niet passend zou zijn een tempel voor afgodenverering te bouwen in het Rijk van zijne Majesteit . Dat leidde tot rooftochten van Torgut op christelijke bekeerlingen.
In 1768 verlangde de tsarina Catherina II een bijdrage van ruim 20.000 cavaleristen van de Torgut in de oorlog met het Ottomaanse Rijk. De Torgut antwoordden, dat dit aantal onmogelijk was aangezien zij zich ook dienden te verdedigen tegen Kazachen. Uiteindelijk namen ongeveer 10.000 Torgut deel aan de campagne van 1769, die echter allen in september weer terugkeerden om hun kudden de winter door te helpen.

## De terugkeer van de Torgut

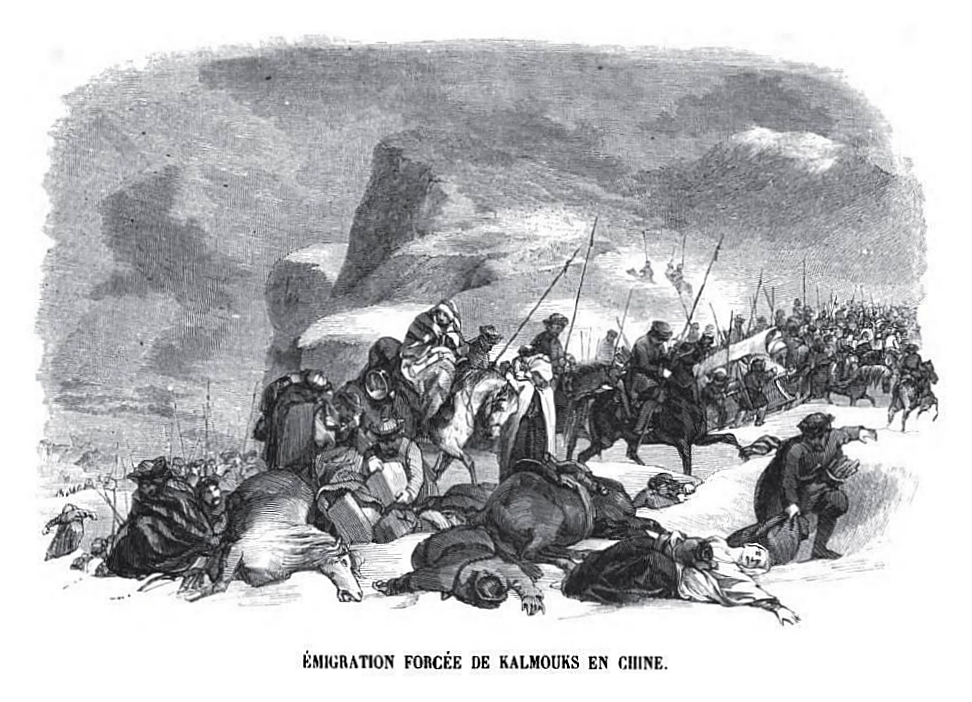
De terugtocht van de Torgut; Franse gravure uit 1845

Eind 1770 werd door de adel van de Torgut de beslissing genomen voor de terugkeer. Begin januari 1771 vond die plaats. De meeste Torgut bevonden zich op dat moment ten oosten van de Wolga. De leider van de terugtocht, Ubashi Khan, vertelde de Chinese autoriteiten later, dat hij nog enige tijd had gewacht op het verder dichtvriezen van de Wolga om groepen aan de westelijke oever in de gelegenheid te stellen zich bij hem te voegen. Hij zou echter gedwongen zijn te vertrekken toen de Russische gouverneur van het gebied de plannen ontdekte.
Dit verhaal is een geheel eigen leven gaan leiden, ook in de Europese literatuur over het onderwerp.Hedendaagse historici hebben grote twijfel over de historische juistheid daarvan en gaan ervan uit, dat het grootste deel van de ongeveer 45.000 achterblijvers geen intentie hadden het gebied te verlaten. Het grootste deel van die achterblijvers waren Dörbet.
Het totaal aantal vertrekkende Torgut wordt geschat op ongeveer 170.000 mensen. Gedurende het eerste deel van de terugtocht dienden zij aanvallen af te slaan van Kozakken, Basjkieren en ook Russische troepen. In juni arriveerde men bij het Balkashmeer. Hier werden zij aangevallen door de traditionele vijanden van de Oirat-Mongolen, de Kazachen. Tegen de tijd dat men bij de rivier de Ili arriveerde aan de grens van door de Qing-dynastie beheerst gebied, waren nog slechts 70.000 Torgut in leven en 100.000 omgekomen.

## Situatie na de terugkeer

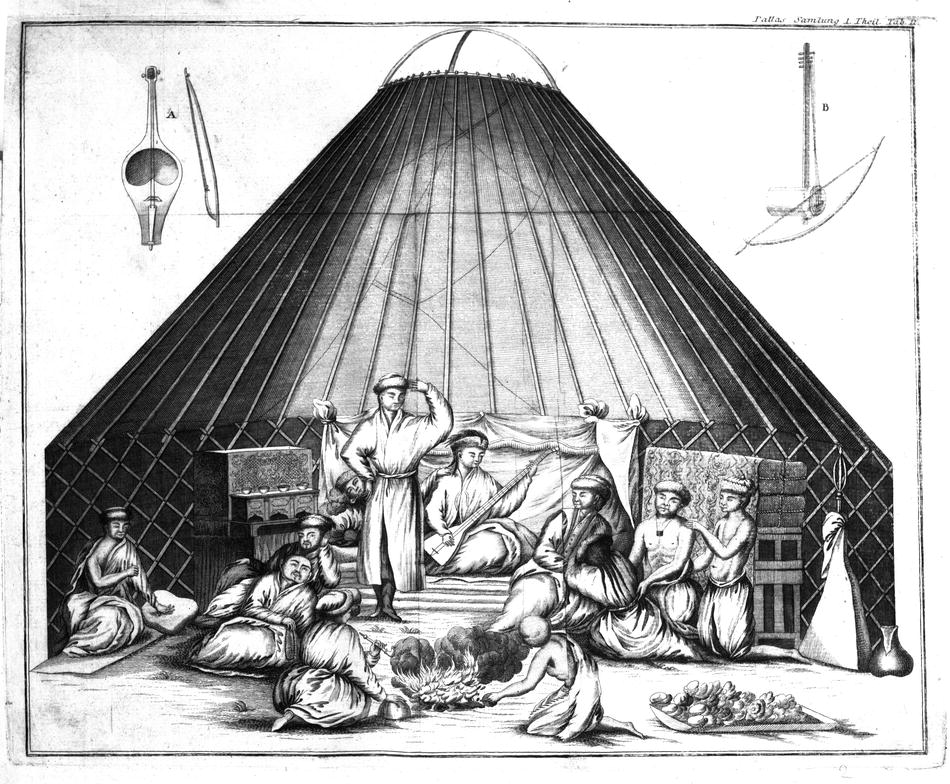
Dansende Torgut. Op de voorgrond wordt kumyss, een gefermenteerde drank bereid

De Chinese grenscommandanten waren zeer terughoudend in het toelaten van de vluchtelingen. Zij ontvingen eisen van Russische delegaties, die wezen op bepalingen in het verdrag van Kjachta van 1727 tussen beide landen. In dat verdrag was vastgelegd dat beide landen groepen vluchtelingen niet zouden accepteren en uitwijzen naar hun oorspronkelijke woon- of verblijfplaats. Een tweede reden was, dat onder de vluchtelingen ook enkele groepen Dzjoengaren aanwezig waren, die nog voor Amursana, de laatste heerser van het kanaat van Dzjoengarije, hadden gevochten in de laatste militaire confrontatie met de Qing-dynastie. Deze groepen waren omstreeks 1757 gevlucht naar het westen om aan de vernietiging van de Dzjoengaren te ontkomen en hadden zich bij de Torgut in het Wolgagebied gevoegd.
De Chinese keizer Qianlong (1711-1799) legde al deze bezwaren naast zich neer. Qianlong zag in de terugkeer van de Torgut een geweldige propagandatriomf. Hij beval de commandanten noodvoorraden en tijdelijke huisvesting ter beschikking te stellen. Hij ontving Ubashi Khan en andere leden van de adel van de Torgut in het zomerpaleis in Chengde en gaf die plechtige titels en fraaie geschenken. Hij beloofde de Torgut de mogelijkheid onbeperkt spirituele missies over Chinees grondgebied naar Tibet te kunnen zenden.
De Torgut hadden waarschijnlijk verwacht na hun terugkeer hun nomadische bestaan te kunnen voortzetten in het gebied dat nu het noorden is van de huidige provincie Sinkiang. De werkelijkheid was anders. De Torgut werden verdeeld in tien vendels, kleinere territoriale eenheden verspreid over het gehele noorden van het toenmalige Chinese rijk. Zij werden vaak gedwongen het nomadische bestaan op te geven en zich op een boerenbestaan te richten.
Er zijn geen betrouwbare cijfers beschikbaar over het aantal mensen in de huidige Volksrepubliek China, dat hun afkomst nog kan of wenst te traceren naar die van Torgut. Dat heeft mede te maken met het feit, dat buiten de autonome regio's in China alleen de meer algemene term Mongool als etnische herkomst wordt geregistreerd.
In Mongolië zijn er nog enkele tienduizenden mensen die hun afkomst naar die van de Torgut traceren. Het aantal van 45.000 mensen die in 1771 in Rusland achterbleven (de Kalmukken) was eind negentiende eeuw toegenomen tot ca. 190.000. Door gebeurtenissen die verband hielden met de Tweede Wereldoorlog en deportaties tijdens het stalinistisch regime bedroeg het aantal in 1959 ongeveer 100.000 mensen. Volgens de volkstelling van 2010 waren er toen 180.000 Kalmukken.

## Geschiedschrijving

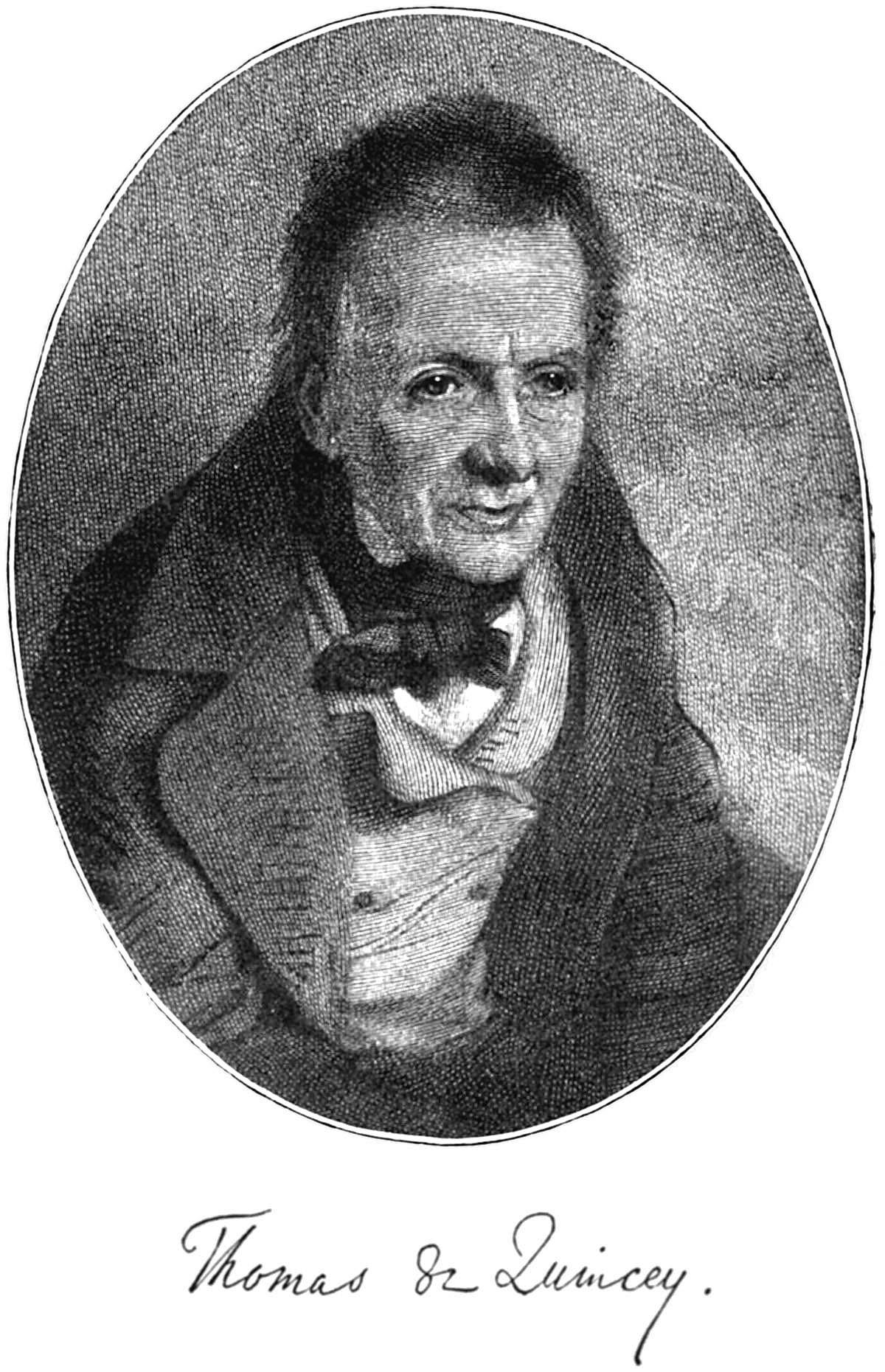
Thomas de Qiuncy op het titelblad van The Revolt of the Tartars

In de Chinese geschiedschrijving wordt de vrijwillige terugkeer  van de Torgut beschreven als het begin van de unificatie van de verschillende volkeren in de Chinese natiestaat. Qianlong liet een aantal steles oprichten waarop teksten gebeiteld werden met noties, dat  er geen Mongoolse stam meer bestaat, die nu geen onderdaan is van de Qing en  de Westelijke regio's zijn nu definitief vastgelegd, zullen eeuwige vrede hebben en floreren.
Vanaf eind 18e eeuw verschenen er in Europa vele boeken en essays over de terugtocht van de Torgut. Een aantal daarvan beschrijft - min of meer correct - dat met het verdwijnen van het onafhankelijk bestaan van de Torgut ook een eind was gekomen aan een autonoom nomadisch bestaan in Centraal-Azië. Veel van die geschriften leggen een nadruk op de dramatische gebeurtenissen tijdens de terugkeer van de Torgut naar China en geven daar een geromantiseerd beeld van. Het bekendste daarvan is het essay uit 1837 van Thomas de Quincey (1785- 1859)  The revolt of the Tartars.